# Albert W. Hale
Albert W. Hale (Bordeaux, 1º gennaio 1882 – Los Angeles, 27 febbraio 1947) è stato un regista francese naturalizzato statunitense.
Ha diretto circa 34 film dal 1912 al 1915. Ha lavorato per lo studio Majestic Film Company, e la National Film Corporation.

## Filmografia

### Regista
- Her Old Sweetheart - cortometraggio (1912)
- A Persistent Lover - cortometraggio (1912)
- The Light of St. Bernard - cortometraggio (1912)
- The Birth of the Lotus Blossom - cortometraggio (1912)
- A Fortune in a Teacup - cortometraggio (1912)
- The Irony of Fate - cortometraggio (1912)
- Letters of a Lifetime - cortometraggio (1912)
- She Cried - cortometraggio (1912)
- For the Mikado - cortometraggio (1912)
- Miss Taku of Tokyo - cortometraggio (1912)
- Three Girls and a Man - cortometraggio (1912)
- The Days of Terror; or, in the Reign of Terror - cortometraggio (1912)
- Buried Alive in a Coal Mine (1913)
- Reward of Courage - cortometraggio (1913)
- A Husband's Mistake - cortometraggio (1913)
- Calamity Anne Takes a Trip - cortometraggio (1913)
- Quicksands - cortometraggio (1913)
- At the Half-Breed's Mercy - cortometraggio (1913)
- Tom Blake's Redemption, co-regia di Lorimer Johnston - cortometraggio (1913)
- The Mystery of Tusa - cortometraggio (1913)
- A Tide in the Affairs of Men - cortometraggio (1913)
- The Iceman's Revenge - cortometraggio (1913)
- An Accidental Clue - cortometraggio (1913)
- The Winking Zulu - cortometraggio (1914)
- Easy Money - cortometraggio (1914)
- Jones' Wedding Day - cortometraggio (1914)
- For the Love of Mike - cortometraggio (1914)
- Percy Pimpernickel, Soubrette - cortometraggio (1914)
- A Wise Rube - cortometraggio (1914)
- The No-Account Count - cortometraggio (1914)
- The Widow's Might - cortometraggio (1914)
- Fatty and the Shyster Lawyer - cortometraggio (1914)
- Tough Luck Smith - cortometraggio (1914)
- Was She a Vampire? - cortometraggio (1915)

### Produttore
- The Prisoner of Zenda, regia di Hugh Ford e Edwin S. Porter (1913)
- The Prisoner of Zenda, regia di George Loane Tucker (1915)